# Dino Sani
Dino Sani (San Paolo, 23 maggio 1932) è un allenatore di calcio ed ex calciatore brasiliano nel ruolo di centrocampista.

## Caratteristiche tecniche
Mezz'ala destra e regista, Sani fu un vero faro del centrocampo, essendo dotato di una notevole visione di gioco, frutto del suo innato istinto, che gli permetteva di individuare sempre l'uomo meglio piazzato per indirizzare i suoi lanci smarcanti. In possesso di un grande controllo di palla, era particolarmente abile negli scambi veloci e sullo stretto, sopperendo così ad una certa lentezza di base. Tutt'altro che individualista, fu un vero uomo squadra.

## Carriera

### Club
Oriundo (entrambi i genitori, Gaetano Sani e Maria Gabrielli, erano italiani), dopo aver debuttato col Palmeiras nel 1950 passò al Parque Antártica, ma trovando poco spazio fu prestato al XV de Jaú. Tornato al Parque Antártica, fu ceduto al Comercial da Capital, dove in due stagioni si mise in mostra, facendo sì che il San Paolo lo acquistasse per sostituire Bauer. Con la squadra paulista conquistò il campionato nel 1957, integrando una formazione composta da altri grandi giocatori come Zizinho e Canhoteiro ed affermandosi come uno dei migliori centrocampisti nella storia della società.
Dopo essere stato convocato per il Campionato mondiale di calcio 1958, nel 1959 fu acquistato dal Boca Juniors per un milione di dollari, unendosi ad altri cinque giocatori brasiliani facenti parte del club argentino (tra i quali Paulo Valentim).
Nel novembre del 1961, con il Boca Juniors che lo riteneva ormai vecchio, passò al Milan, debuttando a pochi giorni dal suo arrivo in Italia contro la Juventus (vittoria dei rossoneri per 5-1), sostituendo il bizzoso attaccante inglese Jimmy Greaves che nel frattempo era tornato in Inghilterra. Da allora il Milan, fino a quel momento incapace di avere un rendimento costante, infilò diversi risultati positivi e alla fine conquistò il campionato1961-1962. Considerato l'erede di Gunnar Gren, col club milanese Sani vinse anche la Coppa dei Campioni nel 1963.
Al termine della stagione 1963-1964 fu costretto a rientrare in Brasile per malanni alla schiena dovuti al clima. Giocò ancora con il Corinthians confermando sempre la sua classe, giocando nel solo campionato brasiliano 115 partite e segnando 32 gol.

### Nazionale
Fece parte della rosa della Nazionale brasiliana che vinse il Mondiale del 1958, giocando le prime due partite della competizione prima di essere sostituito da Zito a causa di uno strappo muscolare subito nella partita contro l'Inghilterra. Complessivamente in nazionale giocò 24 partite e segnò 4 gol (di cui rispettivamente 9 e 3 in occasione di incontri non ufficiali).
Viste le sue origini italiane, gli fu chiesto di giocare con la Nazionale italiana in occasione dei Campionati mondiali del 1962, ma rifiutò per non dover affrontare eventualmente il Brasile.

## Carriera da allenatore
Dopo il ritiro, a partire dal 1969 allenò il Corinthians, club che attraversava un'epoca opaca. Lo condusse alla conquista di titoli minori, ma il suo operato fu giudicato positivamente e alla vigilia dei Mondiali del 1970 gli fu chiesto di sostituire il licenziato João Saldanha alla guida della Nazionale brasiliana. Per i rapporti di amicizia con quest'ultimo, Sani declinò l'invito. Passato all'Internacional di Porto Alegre nel 1971, vinse tre volte consecutive il campionato, per sua ammissione la miglior esperienza come tecnico. Nel 1978 conquistò il Campionato uruguayano col Peñarol e successivamente allenò anche la Nazionale del Qatar, che gli riconobbe uno stipendio di sessanta milioni di lire mensili e che condusse quasi alla qualificazione ai Mondiali del 1990.

## Statistiche

### Presenze e reti nei club
| Stagione     | Squadra      | Campionato   | Campionato | Campionato | Coppe nazionali | Coppe nazionali | Coppe nazionali | Coppe continentali | Coppe continentali | Coppe continentali | Altre coppe    | Altre coppe | Altre coppe | Totale | Totale |
| Stagione     | Squadra      | Comp         | Pres       | Reti       | Comp            | Pres            | Reti            | Comp               | Pres               | Reti               | Comp           | Pres        | Reti        | Pres   | Reti   |
| ------------ | ------------ | ------------ | ---------- | ---------- | --------------- | --------------- | --------------- | ------------------ | ------------------ | ------------------ | -------------- | ----------- | ----------- | ------ | ------ |
| 1961-1962    | Milan        | A            | 20         | 5          | CI              | -               | -               | CdF                | -                  | -                  | Coppa Amicizia | 2           | 3           | 22     | 8      |
| 1962-1963    | Milan        | A            | 23         | 6          | CI              | 1               | 0               | CC                 | 6                  | 2                  | Coppa Amicizia | 3           | 1           | 33     | 9      |
| 1963-1964    | Milan        | A            | 20         | 3          | CI              | -               | -               | CC                 | 3                  | 0                  | CInt           | -           | -           | 23     | 3      |
| Totale Milan | Totale Milan | Totale Milan | 63         | 14         |                 | 1               | 0               |                    | 9                  | 2                  |                | 5           | 4           | 78     | 20     |

### Cronologia presenze e reti in Nazionale
Fonti:   

| Cronologia completa delle presenze e delle reti in nazionale ― Brasile | Cronologia completa delle presenze e delle reti in nazionale ― Brasile | Cronologia completa delle presenze e delle reti in nazionale ― Brasile | Cronologia completa delle presenze e delle reti in nazionale ― Brasile | Cronologia completa delle presenze e delle reti in nazionale ― Brasile | Cronologia completa delle presenze e delle reti in nazionale ― Brasile | Cronologia completa delle presenze e delle reti in nazionale ― Brasile | Cronologia completa delle presenze e delle reti in nazionale ― Brasile |
| Data                                                                   | Città                                                                  | In casa                                                                | Risultato                                                              | Ospiti                                                                 | Competizione                                                           | Reti                                                                   | Note                                                                   |
| ---------------------------------------------------------------------- | ---------------------------------------------------------------------- | ---------------------------------------------------------------------- | ---------------------------------------------------------------------- | ---------------------------------------------------------------------- | ---------------------------------------------------------------------- | ---------------------------------------------------------------------- | ---------------------------------------------------------------------- |
| 28-3-1957                                                              | Lima                                                                   | Brasile                                                                | 2 – 3                                                                  | Uruguay                                                                | Campeonato Sudamericano de Football                                    | -                                                                      |                                                                        |
| 31-3-1957                                                              | Lima                                                                   | Brasile                                                                | 1 – 0                                                                  | Perù                                                                   | Campeonato Sudamericano de Football                                    | -                                                                      |                                                                        |
| 3-4-1957                                                               | Lima                                                                   | Brasile                                                                | 0 – 3                                                                  | Argentina                                                              | Campeonato Sudamericano de Football                                    | -                                                                      |                                                                        |
| 4-5-1958                                                               | Rio de Janeiro                                                         | Brasile                                                                | 5 – 1                                                                  | Paraguay                                                               | Coppa Oswaldo Cruz                                                     | -                                                                      |                                                                        |
| 7-5-1958                                                               | San Paolo                                                              | Brasile                                                                | 0 – 0                                                                  | Paraguay                                                               | Coppa Oswaldo Cruz                                                     | -                                                                      |                                                                        |
| 8-6-1958                                                               | Uddevalla                                                              | Brasile                                                                | 3 – 0                                                                  | Austria                                                                | Mondiali 1958 - 1º turno                                               | -                                                                      |                                                                        |
| 11-6-1958                                                              | Göteborg                                                               | Brasile                                                                | 0 – 0                                                                  | Inghilterra                                                            | Mondiali 1958 - 1º turno                                               | -                                                                      |                                                                        |
| 4-4-1959                                                               | Buenos Aires                                                           | Argentina                                                              | 1 – 1                                                                  | Brasile                                                                | Campeonato Sudamericano de Football                                    | -                                                                      |                                                                        |
| 13-5-1959                                                              | Rio de Janeiro                                                         | Brasile                                                                | 2 – 0                                                                  | Inghilterra                                                            | Amichevole                                                             | -                                                                      |                                                                        |
| 17-9-1959                                                              | Rio de Janeiro                                                         | Brasile                                                                | 7 – 0                                                                  | Cile                                                                   | Coppa Bernardo O'Higgins                                               | 1                                                                      |                                                                        |
| 20-9-1959                                                              | Rio de Janeiro                                                         | Brasile                                                                | 1 – 0                                                                  | Cile                                                                   | Coppa Bernardo O'Higgins                                               | -                                                                      |                                                                        |
| 29-4-1960                                                              | El Cairo                                                               | Rep. Araba Unita                                                       | 0 – 5                                                                  | Brasile                                                                | Amichevole                                                             | -                                                                      |                                                                        |
| 26-5-1960                                                              | Buenos Aires                                                           | Argentina                                                              | 4 – 2                                                                  | Brasile                                                                | Copa Roca                                                              | -                                                                      |                                                                        |
| 29-5-1960                                                              | Buenos Aires                                                           | Argentina                                                              | 1 – 4                                                                  | Brasile                                                                | Copa Roca                                                              | -                                                                      |                                                                        |
| 8-6-1966                                                               | Rio de Janeiro                                                         | Brasile                                                                | 2 – 1                                                                  | Polonia                                                                | Amichevole                                                             | -                                                                      |                                                                        |
| Totale                                                                 |                                                                        | Presenze                                                               | 15                                                                     |                                                                        | Reti                                                                   | 1                                                                      |                                                                        |

## Palmarès

### Giocatore

#### Competizioni nazionali
- Campionato paulista: 1

San Paolo: 1957
- Campionato italiano: 1

Milan: 1961-1962
- Torneo Rio-San Paolo: 1

Corinthians: 1966

#### Competizioni internazionali
- Coppa dei Campioni: 1

Milan: 1962-1963

#### Nazionale
- Campionato mondiale: 1

Svezia 1958

### Allenatore
- Campionato Gaúcho: 3

Internacional: 1971, 1972, 1973